# ラーマーナンダ
ラーマーナンダ（Ramananda, 1400年頃 - 1470年頃）はカーストを否定したインドの宗教改革者である。

## 生涯
15世紀のワーラーナシーで布教をしていた。当時盛んであったクリシュナ信仰に替わり、叙事詩『ラーマーヤナ』のラーマ信仰を布教した。カーストを否定した最初のバラモンで、弟子に不可触賎民もいた。彼らはヴァイラーギン（離欲者）と呼ばれていた。伝説ではカビールが階段で横たわっていて、それをラーマーナンダが踏んでしまい、「ラーム、ラーム」（すみません）と言ったのを自分に対するマントラ（真言、呪文）であると思い、弟子になったという説が有る。
彼はヴィシスタードヴァイタ・ヴェダーンタ哲学（修正不二一元論）を打ち立てたラーマーヌジャの孫弟子である。カビールはシク教のグル・ナーナクに影響を与えている。